# 泉陣屋
泉陣屋（いずみじんや）は、福島県いわき市泉町（陸奥国菊多郡）にあった陣屋で、泉藩の藩庁である。

## 概要
寛永11年（1634年）、平城主内藤政長が死去し、忠興が跡を継いだ際、弟政晴に2万石分知した。
次の代の政親が寛文8年（1668年）、釜戸、藤原川の合流する地点である泉に陣屋を築いた。元禄15年（1702年）、政森の時に移封となった。
板倉重同が上野国安中藩より1万5千石で入封した。しかし延享2年（1745年）、次の代の勝清は安中に再度転封となり、遠江国相良藩から本多忠如が入封した。以降本多氏7代が続き、明治維新を迎えた。戊辰戦争で新政府軍の攻撃を受け落城、明治4年（1871年）には建物が払い下げ取り壊された。
歴代藩主は泉藩の場合、幕政に参画し、若年寄や寺社奉行を務めている者が多い。

## 遺構
陣屋跡は土塁がわずかに残り、公園となっている。なお、陣屋裏門が泉町の民家に移築現存している。